# فرودگاه باگدوگرا
فرودگاه باگدوگرا (به انگلیسی: Bagdogra Airport) (به زبان بومی: বাগডোগরা বিমানবন্দর) یک فرودگاه نظامی و همگانی مسافربری با کد یاتا IXB است که یک باند فرود بتن و آسفالت دارد و طول باند آن ۲۷۵۴ متر است. این فرودگاه در شهر شیلیگوری کشور هند قرار دارد و در ارتفاع ۱۲۶ متری از سطح دریا واقع شده‌است.

## شرکت‌های هواپیمایی و مقصدهای پروازی
| شرکت‌های هواپیمایی | مقصدهای پروازی                                                                                    |
| ----------------- | ------------------------------------------------------------------------------------------------- |
| ایراژیا هند       | ایندیرا گاندی، نتاجی سبهاش چندر بوس، جایپور(آغاز از ۱ اوت ۲۰۱۷)                                   |
| ایر ایندیا        | ایندیرا گاندی، نتاجی سبهاش چندر بوس                                                               |
| دروک ایر          | سووارنابومی، پارو فصلی: چاتراپاتی شیواجی                                                          |
| GoAir             | ایندیرا گاندی، لوکپریرا گوپیناز بوردولوئی، نتاجی سبهاش چندر بوس                                   |
| ایندی‌گو           | بنگالورو، چنای، ایندیرا گاندی، لوکپریرا گوپیناز بوردولوئی، نتاجی سبهاش چندر بوس، چاتراپاتی شیواجی |
| اسپایس‌جت          | بنگالورو، چنای، ایندیرا گاندی، نتاجی سبهاش چندر بوس                                               |
| ویستارا           | ایندیرا گاندی، لوکپریرا گوپیناز بوردولوئی                                                         |